# Francois Sakama
Francois Sakama (12 de diciembre de 1987) es un futbolista vanuatuense que juega como mediocampista en el Amicale.

## Carrera
Debutó en 2006 jugando para el Tafea FC. En 2012 pasó al Amicale FC. Dejaría el club en 2014 para incorporarse al AS Central Sport francopolinesio junto con su compatriota Fenedy Masauvakalo aunque regresaría para disputar la Copa Presidente de la OFC.

### Clubes
| Club                  | País               | Año             |
| --------------------- | ------------------ | --------------- |
| Tafea Football Club   | Vanuatu            | 2006 - 2012     |
| Amicale Football Club | Vanuatu            | 2012 - 2014     |
| AS Central Sport      | Polinesia Francesa | 2014            |
| Amicale Football Club | Vanuatu            | 2014 - Presente |

### Selección nacional
Representando a Vanuatu obtuvo la medalla de bronce en los Juegos del Pacífico Sur 2007, además de haber disputado la Copa de las Naciones de la OFC 2008 y 2012.